# Haddam
Haddam és una ciutat dels Estats Units a l'estat de Kansas. Segons el cens del 2000 tenia 169 habitants.

## Demografia
Segons el cens del 2000, Haddam tenia 169 habitants, 73 habitatges, i 48 famílies. La densitat de població era de 186,4 habitants/km².
Dels 73 habitatges en un 21,9% hi vivien nens de menys de 18 anys, en un 61,6% hi vivien parelles casades, en un 4,1% dones solteres, i en un 34,2% no eren unitats familiars. En el 34,2% dels habitatges hi vivien persones soles el 21,9% de les quals corresponia a persones de 65 anys o més que vivien soles. El nombre mitjà de persones vivint en cada habitatge era de 2,32 i el nombre mitjà de persones que vivien en cada família era de 2,96.
Per edats la població es repartia de la següent manera: un 23,7% tenia menys de 18 anys, un 5,3% entre 18 i 24, un 20,1% entre 25 i 44, un 23,1% de 45 a 60 i un 27,8% 65 anys o més.
L'edat mediana era de 46 anys. Per cada 100 dones de 18 o més anys hi havia 101,6 homes.
La renda mediana per habitatge era de 20.000 $ i la renda mediana per família de 30.000 $. Els homes tenien una renda mediana de 20.341 $ mentre que les dones 14.375 $. La renda per capita de la població era de 12.555 $. Entorn del 9,1% de les famílies i el 16,3% de la població estaven per davall del llindar de pobresa.

## Poblacions més properes
El següent diagrama mostra les poblacions més properes.